# TrueVisions
TrueVisions是泰国的有线电视和卫星电视运营商，真实公司的子公司。该公司前身为「联合广播公司」（[United Broadcasting Corporation] 错误：{{Langx}}：參數 |links= 和 |link= 衝突（帮助），简写：[UBC] 错误：{{Lang}}：無法辨識語言標籤 latin（帮助）），在2007年2月更名「TrueVisions」。

## 历史

### UBC的由来
在1989年4月17日，泰国大众传播机构（MCOT）和UBC（前名：国际广播公司公共有限公司; 英语： International Broadcasting Corporation Public Company Limited；简称：IBC）进入为提供收费电视服务的那随后于1994年5月19日和1998年4月17日，或UBC的让步修正了合资协议。根据UBC的让步，UBC被允许代表MCOT的经营收费电视，直到2014年9月30日。UBC有权使用卫星提供直接到户服务来提供依照UBC的让步收费电视整个泰国，电缆由泰国邮政和电报部许可，并有权使用卫星向在外省地区中心提供的服务，然后通过当地的有线网络，到用户的省级地区和MMDS。
在1989年10月，UBC推出在曼谷东南亚的首个基于用户的电视网络，使用MMDS传输平台。 UBC被列在泰国证券交易所于1994年2月3日，与1.8亿泰铢的注册股本。 UBC开始在各大城市在泰国的所有领域，1994年通过Thaicom 1卫星传送节目服务观众。该卫星是用来转播信号在各省MMDS发射器。 1995年，UBC采用Ku-band传输和MPEGII视频压缩推出了数字卫星电视服务。这使UBC增加所提供的信道数，提高的声音和图像的质量和在泰国到处散布其服务。现在这些服务的更新，更强大的Thaicom 3传递。

### UBC有线卫星电视服务的原产地
在1993年11月12日，MCOT和TelecomAsia订立协议备忘录的合资企业提供有线电视服务。根据其条款，TelecomAsia同意成立一个公共公司经营有线电视业务。在1994年6月6日，MCOT和UBC有线卫星电视服务（前名：UTV有线卫星电视网络公共有限公司；英语：UTV Cable Network Public Company Limited; 简称：UTV）订立认购电视服务的联合经营，或UBC电缆特许权的合同。 UBC电缆被允许代表MCOT的经营收费电视，直到12月31日，2019年UBC有线电视有权提供在曼谷和其他地区的收费电视依照UBC的有线电视让步。
UBC有线电视服务始于1995年9月提供在曼谷大都会区的CATV服务被提供了高品质的混合光纤同轴电缆网络，它于1994年开始部署要提供允许多个信道的电缆技术，以高品质的服务声画并允许增值服务，如按次付费。到1997年混合光纤同轴有线卫星电视网络传输估计有80万的家园。 1997年UBC有线电视出售其业务的电缆基础设施组件其姊妹公司亚洲多媒体股份有限公司（英语：Asia Multimedia Company Limited）允许UBC有线电视专注于内容和用户管理服务交付。